# Leptaulax bicolor
Leptaulax bicolor là một loài bọ cánh cứng trong họ Passalidae.